# Justus Pál

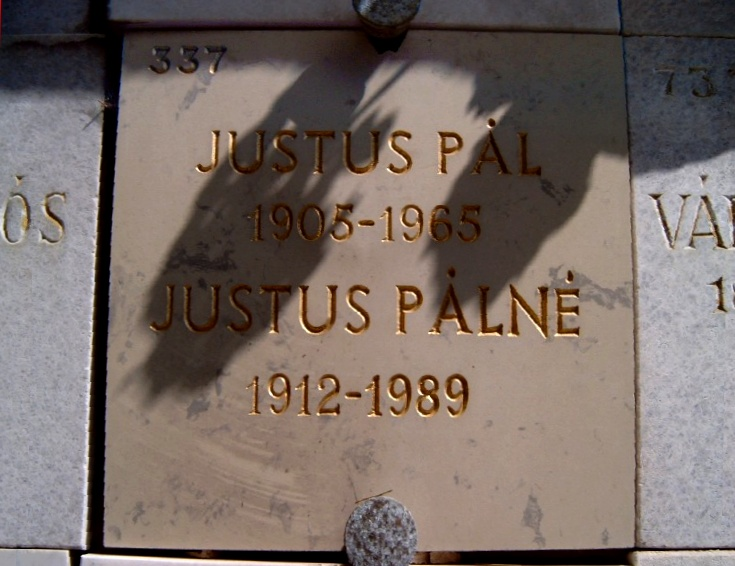
Justus Pál és feleségének hamvai a budapesti Farkasréti temetőben NVh-730. fülke (a táblán hibás a szám).

Justus Bernát Pál (Pécs, 1905. április 7. – Temesvár, 1965. december 28.) magyar költő, műfordító, társadalomtudományi író, szociáldemokrata ideológus.

## Élete
Jusztusz Mór államvasúti hivatalnok és Perls Anna gyermekeként született, izraelita vallású családban. 1915 és 1923 között a budapesti Kölcsey Ferenc Gimnáziumba járt, ahol tanulmányait végig jó és jeles érdemrenddel zárta. Ugyanitt érettségizett, 1923-ban. Az iskola értesítője a „a jelesen érettek” között említi a nevét. „Március 15-ei ünnepünk hatása alatt – írja a gimnázium éves értesítője – pedig két tanítványunk édesapja, Jusztusz Mór ny. MÁV főfelügyelő úr 52.000 koronás Petőfi-alapítványt adott át az igazgató úrnak.” Bölcsészetet 1924 és 1927 között Bolognában és Párizsban tanult. Ebben az időszakban Károlyi Mihállyal és Basch Viktorral megalakították: Az Emberi Jogok Ligája magyar tagozatát. 1925-től tagja volt az MSZDP-nek. Hazatérése után tagja lett Kassák Lajos Munka-körének. Innen 1930-ban több társával egyetemben kizárták a Szovjetúniót érintő kritikái, illetve a szolciáldemokrata párt Diákcsoportjának megalapításában való részvétele miatt. Kassák hatása versei tartalmában és formájában is érzékelhető, ugyanakkor messze nem nevezhető Kassák-epigonnak; lírájában ugyanúgy érezhető a Nyugat második és harmadik nemzedékének hatása. Jóllehet korai ciklusában fellelhetőek a klasszikus témák (Vers, füttyszóra; A távozó után; Zápor; Levelek őszi tánca; Tavaszi szél stb.), ám lírai témái között egyre gyakrabban feltűnik: a munka, az ember, a „harcos élet”, a küzdelem, a lázadó, a változásért kiáltó ember képzete. E finom szemantikai eltolódás rajzolja körül Justus líráját: a finom, a lét általános problémái felé forduló beállítódás és a néven nevezett, a szocialista öntudat, sőt hit nyomát magán viselő témák (pl. Kunfi Zsigmond; Carlo Rosselli) keveredése. Elméleti felkészültsége révén az MSZDP egyik meghatározó ideológusa volt, 1929-ben szocialista diákmozgalmat alapított.
1934–1936 között Bécsben, Berlinben és Párizsban élt. Hazatérése után, 1944-ig bank- és magántisztviselő volt. A munka mellett aktív tagként működött az MSZDP-ben, volt az V., VI. és a VII. kerületi szervezet titkára is. 1943–44-ben a párt értelmiségi csoportjának (Gábori Györggyel együtt) egyik vezetője volt. Számos közgazdasági és politikai tanulmánya jelent meg, jelentős a politikai ismeretterjesztő füzeteinek száma. Tagja volt a Mónus Illés vezette Marx–Engels válogatott műveit fordító, kiadó vállalkozásnak. A kötet előszavát is ő írta. A második világháború alatt munkatáborba (Bor) vitték. Innen megszökött, és csatlakozott Tito partizánjaihoz. A „felszabaduláskor” Temesváron tartózkodott, és az újraindult Szabad Szó munkatársa lett. 1945-ben az SZDP központi vezetőségének tagja, agitációs és propagandaosztályának vezetője, a Szocializmus című lap szerkesztője lett. 1945 áprilisában beválasztották az Ideiglenes Nemzetgyűlésbe. 1949-ben koholt vádak alapján letartóztatták és a Rajk-per nyolcadrendű vádlottjaként életfogytiglant szabtak ki rá.
A Rajk-pert (számos más koncepciós perrel egyetemben) a desztalinizáció jegyében újratárgyalták és felmentették; 1955. november 29-én szabadult ki. 1956. szeptember 27-én rehabilitálták, így visszatérhetett az irodalmi életbe, ahol a Corvina Kiadó szerkesztőjeként dolgozott, miközben a korszak egyik legnagyobb tekintélyű prózai fordítójává (magyarról idegen nyelvre és idegenről magyarra egyaránt) nőtte ki magát.

## Irodalmi munkássága
- Párizsból való hazatérte után, csatlakozik a Kálmán József, Nagy Lajos és Szirmai Jenő szerkesztette Együtt című laphoz.
- 1925-ben Justus Bernát Pál néven közzéteszi első kötetét, „Fekete ormok alatt” címmel.[6] Egyébként középiskolai tanulmányai során végig Justus Bernát nevet használja; e kötete megjelenésekor tünteti fel mellé a Pál nevet.
- Munkatársa Kassák Lajos folyóiratának, a Munkának. Vas István visszaemlékezéseiben Justust nevezi a Munka-kör emblematikus költőjének, aki – avantgardista létére – még a verstannal is tisztában volt!
- „Az utak éneke” címmel teszi közzé 1925 és 1930 között keletkezett verseit.[7] A kötet élénk visszhangot vált ki: a Nyugat (Fenyő László) és a Szocializmus (Kálmán József) mellett Bálint György is méltatja a Pesti Naplóban.[8]
- Jelentős műfordítói életműve. Többek között Shakespeare-t (szonettek), Baudelaire-t, Verlaine-t, Voltaire-t, Heinét, Maupassant-t, Cocteau-t, Puskint, Gorkijt, Majakovszkijt, Sartre-t is fordított.
- A közélettől visszavonulva haláláig a Corvina Könyvkiadó szerkesztője volt.
- 1981-ben „Végrendelet” címmel megjelenik 1925 után keletkezett, publikált és asztalfiókban maradt verseinek válogatott kiadása.[9] Egyik legszebb ciklusa a börtönben keletkezett Hét év börtön és harmincnyolc sor.

## Kötetei
- Fekete ormok alatt (1925)
- Az utak éneke. Versek 1925–1930; Merkur Nyomda, Bp., 1931
- A szocializmus útja. Az osztályháború új feltételei; Népszava, Bp., 1945 (Szocialista könyvtár) – A kommunisták követelésére a könyvet bezúzták.
- Miért államosítunk? Kertész Miklós, Justus Pál, Borbély János, Bán Antal beszéde a szénbányászat államosításáról szóló törvényjavaslat parlamenti vitájában; bev. Bán Antal; Szociáldemokrata Párt, Bp., 1946 (A Kunfi-Gárda könyvei)
- A monopolkapitalizmus gazdasági szerkezete; Népszava, Bp., 1947
- Végrendelet (versek); Szépirodalmi, Bp., 1981

## Idézetek

### Magyar irodalom története
Börtönbüntetése idején írta legszebb, legmegrendítőbb verseit, melyeket „Hét év börtön és harmincnyolc sor” címen foglalt össze. E „sorokban” – melyek voltaképp különálló költemények – egymásba olvad nappal és éjszaka, hetek és hónapok telnek el, s ő emlékei mezején bolyongva igyekszik újraélni az élet derűsebb pillanatait, miközben fájdalmasan kérdez rá a számára oly érthetetlen tényre: miért kellett így történnie? Puritán egyszerűséggel számol be mindennapjainak egyhangúságáról, s arról az egyre reményvesztettebb állapotról, ahogy a börtönbe zárt ember lassan ráébred, hogy fölöslegessé lett, nem emlékszik rá senki, s életének alig-alig van értelme:
Ez a Szilvesztered,

s még az, hogy gondolkozhatsz egész éjszaka,

mit csinálhatnak most a tiéid;

Éva, Edith,

s nyugodt vagy, mert már nincs mit vesztened